# Okres Urfahr-okolí
Okres Urfahr-okolí (německy Bezirk Urfahr-Umgebung) svojí rozlohou jeden z velkých politických okresů rakouské spolkové země Horní Rakousko, se rozkládá severně od zemského hlavního města Lince a sahá až k hranicím České republiky. Náleží k Mlýnské čtvrti.
Sídlem okresního hejtmanství je Linec-Urfahr, což je městská čtvrť Lince, rozkládající se na severním břehu Dunaje. Okres Urfahr-okolí je tedy mezi rakouskými okresy určitou anomálií, protože není pojmenovaný podle okresního nebo statutárního města. Okres se dále člení na 27 obcí (z toho 2 města a 12 městysů).

## Sídla

### Města
- Bad Leonfelden
- Gallneukirchen
- Steyregg

### Městysy
- Altenberg bei Linz
- Feldkirchen an der Donau
- Gramastetten
- Hellmonsödt
- Oberneukirchen
- Ottensheim
- Reichenau im Mühlkreis
- Reichenthal
- Schenkenfelden
- Vorderweißenbach
- Walding
- Zwettl an der Rodl

### Obce

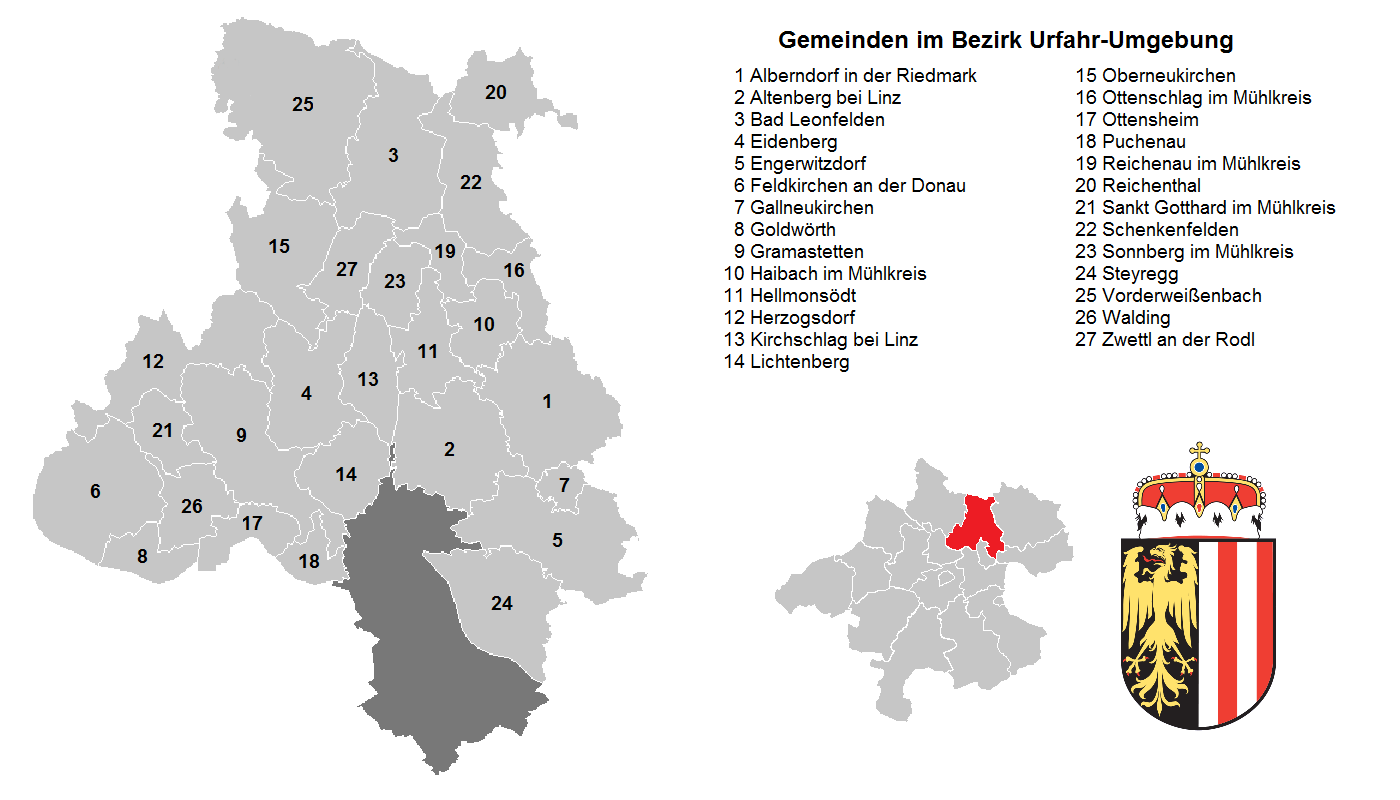
Obce v okrese Urfahr-okolí

- Alberndorf in der Riedmark
- Eidenberg
- Engerwitzdorf
- Goldwörth
- Haibach im Mühlkreis
- Herzogsdorf
- Kirchschlag bei Linz
- Lichtenberg
- Ottenschlag im Mühlkreis
- Puchenau
- Sonnberg im Mühlkreis
- Sankt Gotthard im Mühlkreis